# Chráněná krajinná oblast Vihorlat
Chráněná krajinná oblast Vihorlat (CHKO Vihorlat) je chráněná krajinná oblast na Slovensku v pohoří Vihorlatské vrchy. Byla vyhlášena dne 28. prosince 1973 s cílem ochrany a zhodnocování přírody a přírodních zdrojů, zajištění koordinace jejího hospodářského využívání v souladu s ochranou přírodního bohatství a přírodních krás vzhledem k jejich všestranný kulturní, vědecký, ekonomický a zdravotně-rekreační význam. V tomto chráněném území platí druhý stupeň ochrany. Jedním z hlavních úkolů vyplývajících z poslání CHKO je budování reprezentativní sítě maloplošných chráněných území, tedy zajišťování ochrany nejhodnotnějších částí přírody formou přírodních rezervací a přírodních památek.

## Přírodní poměry

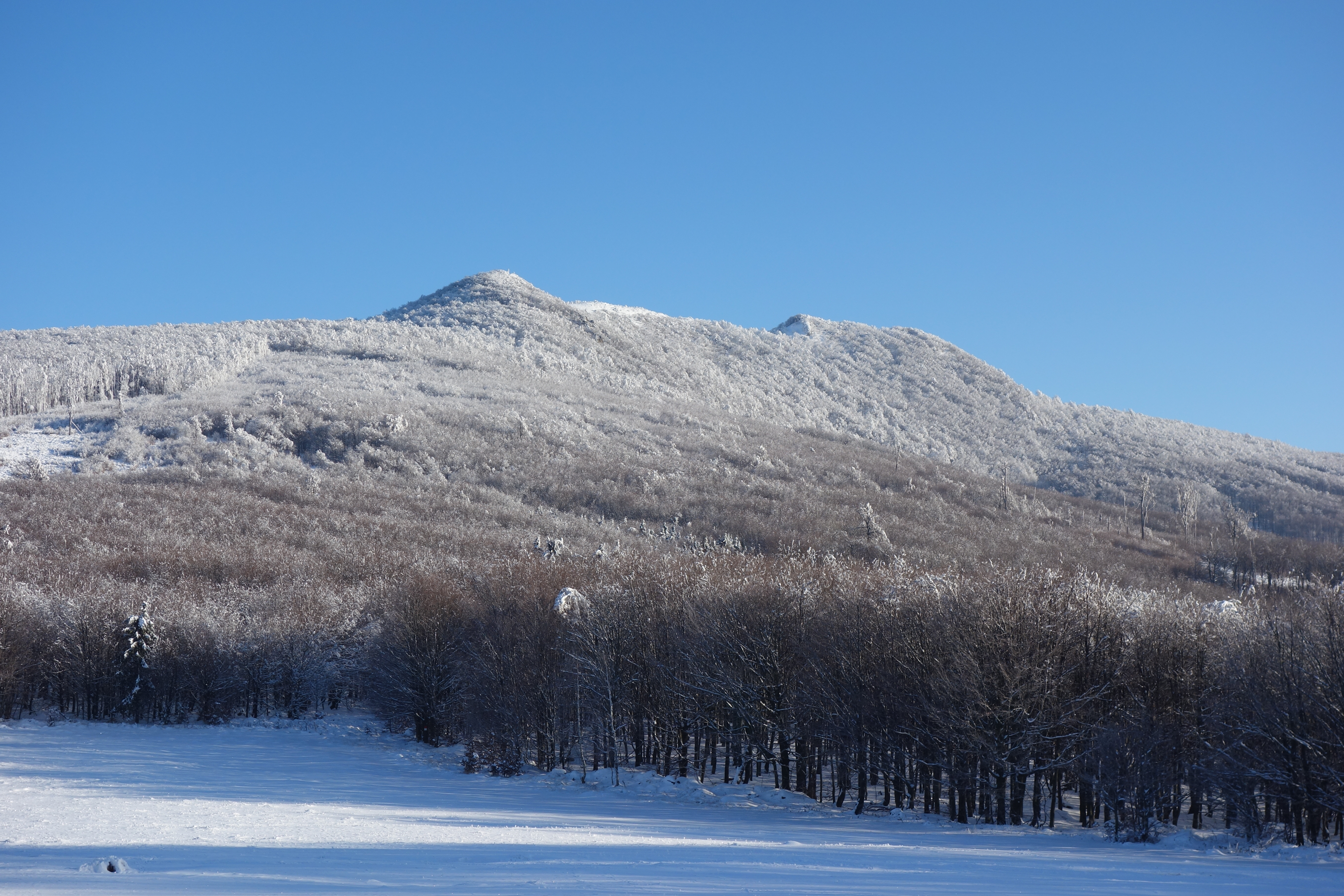
Vrchol Vihorlatu

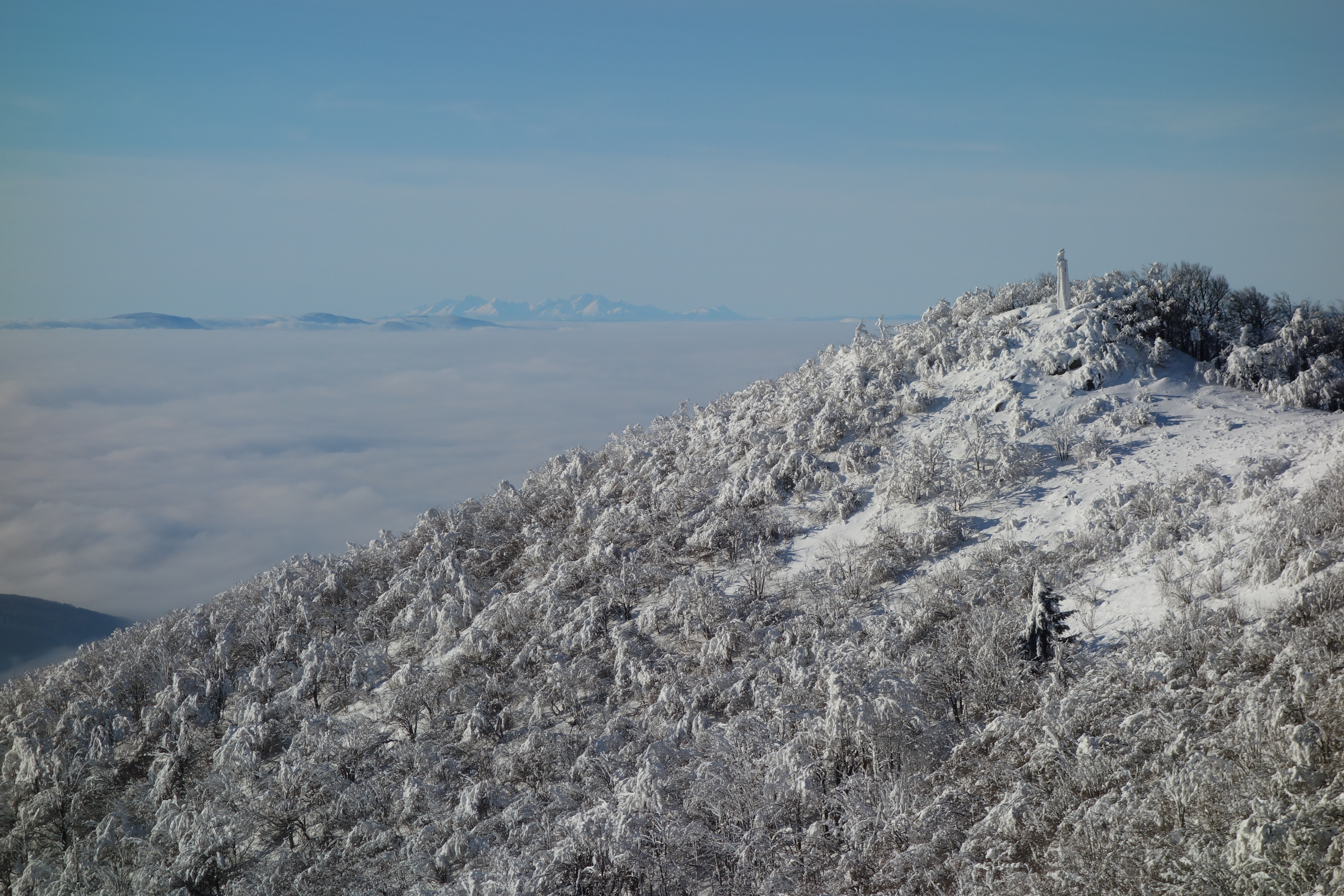
Vihorlat, v pozadí Vysoké Tatry

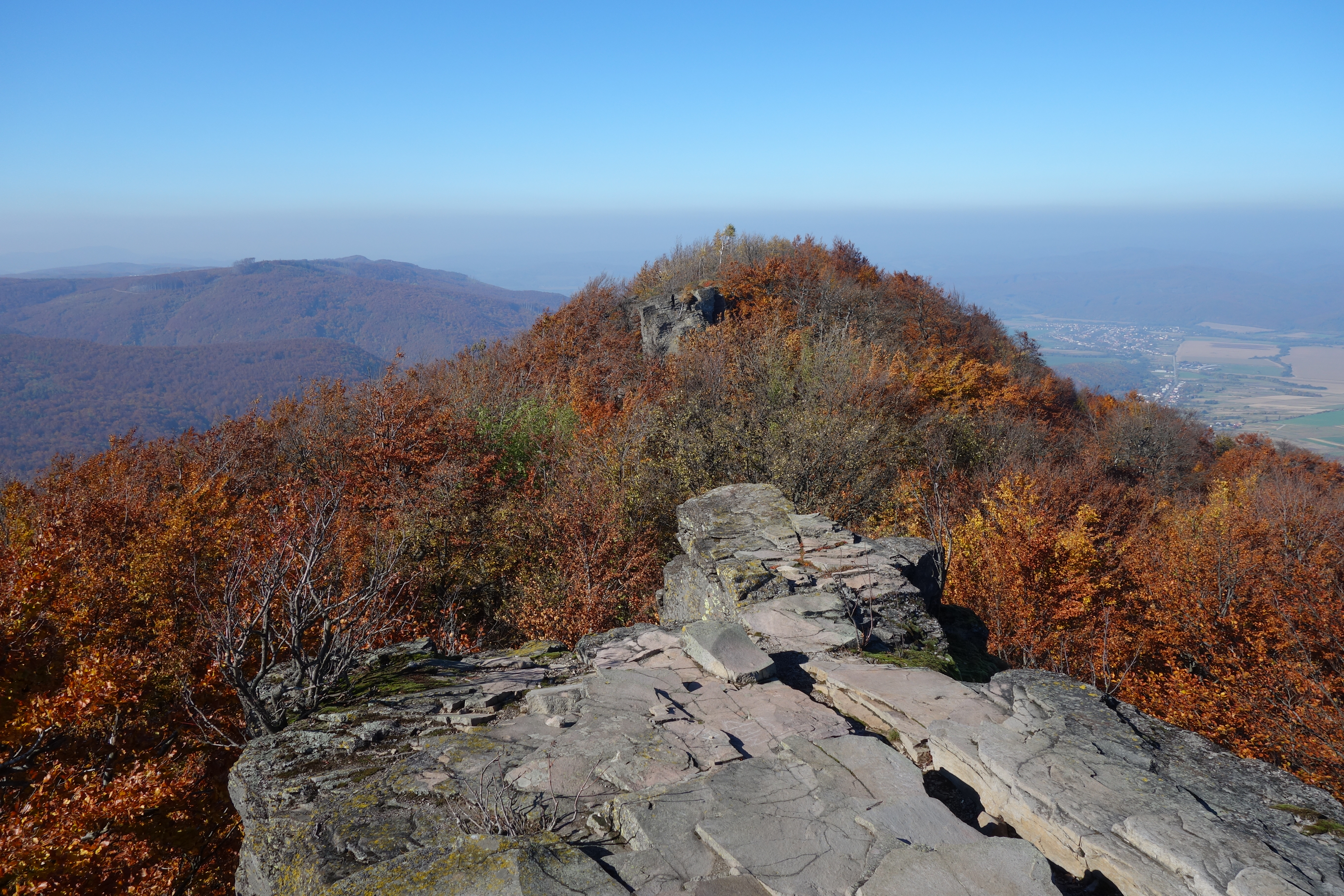
Velký Sninský kameň z Malého Sninského kamene

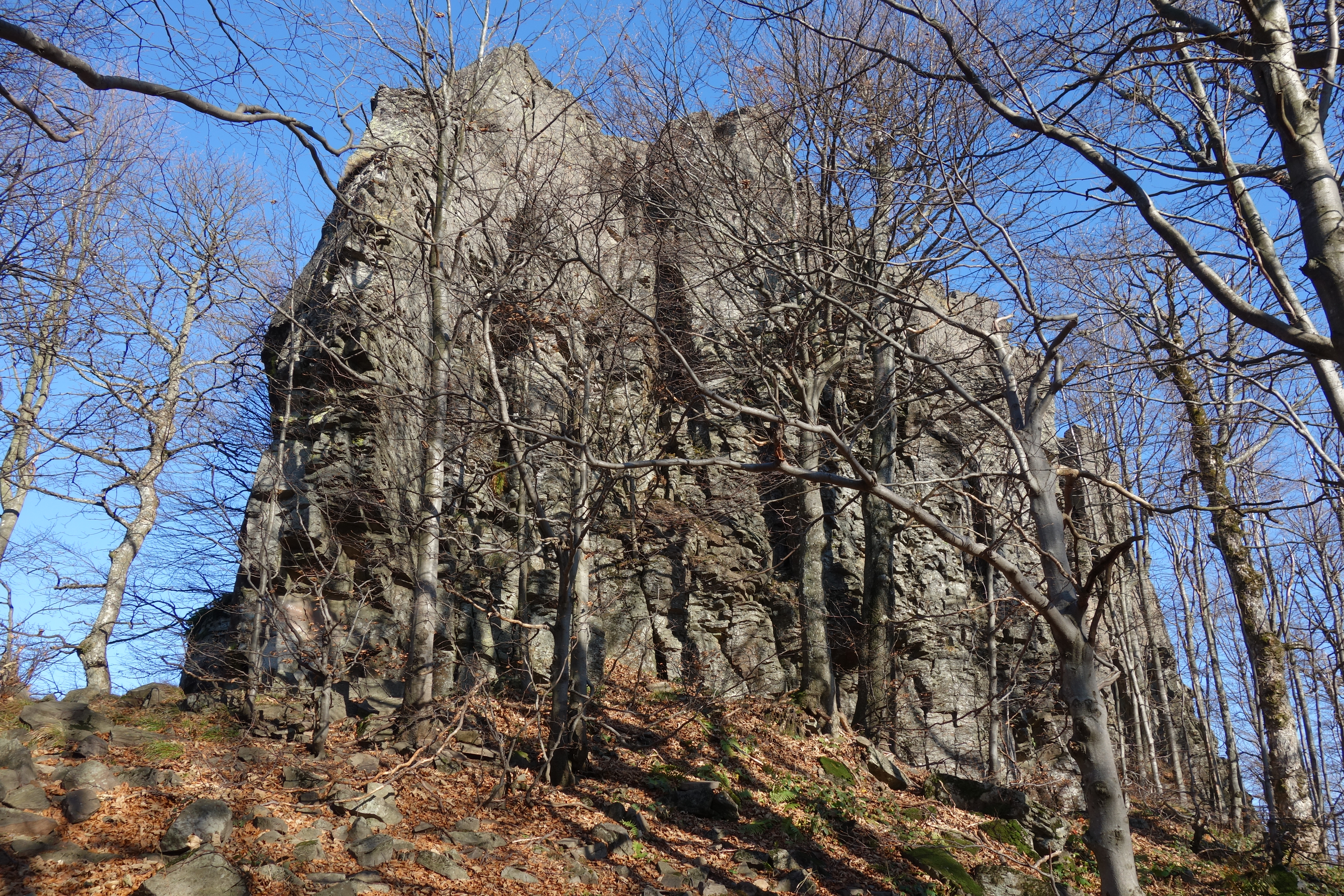
Malý Sninský kameň

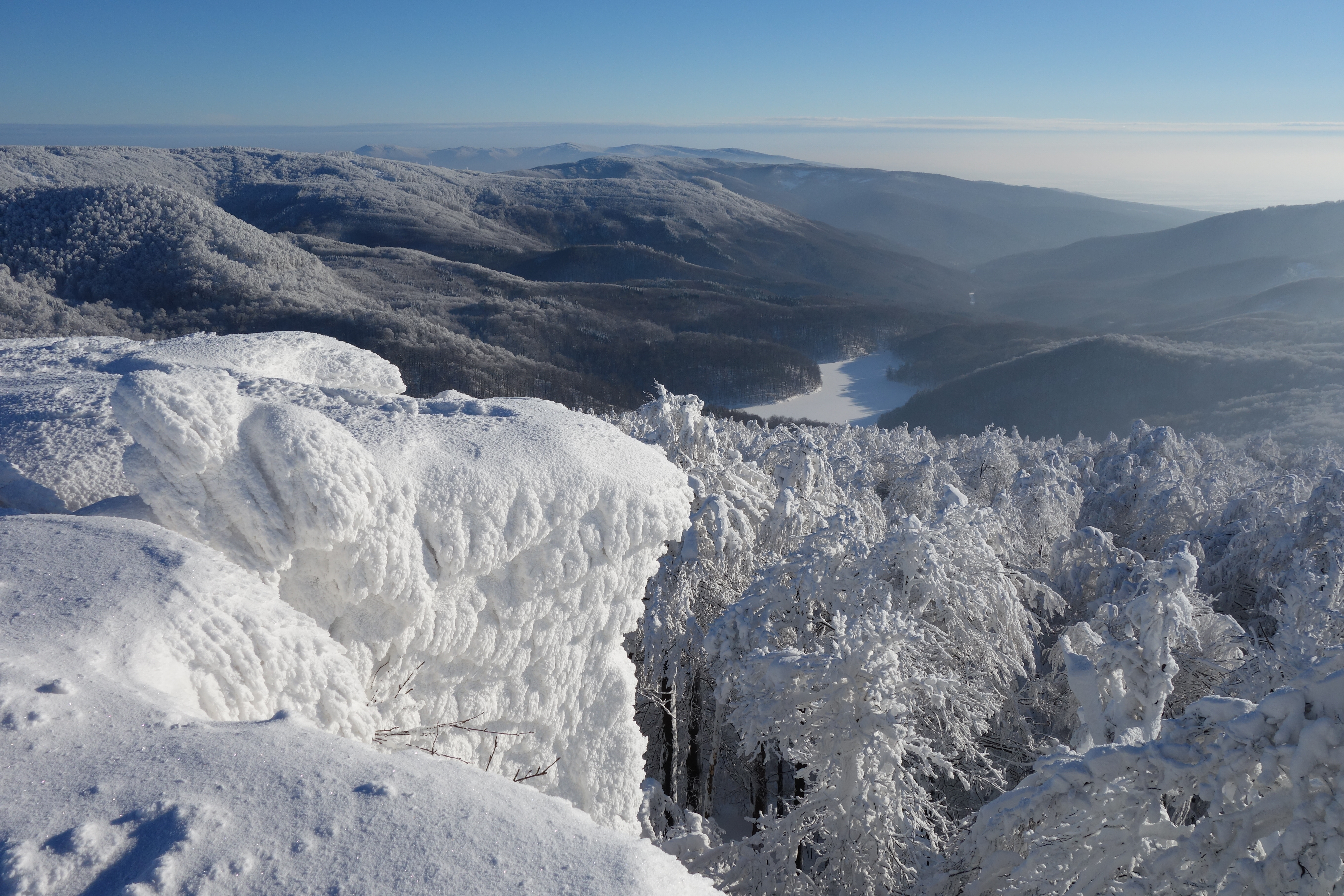
Morské oko z Malého Sninského kamene

Území CHKO Vihorlat se nachází v nejvýchodnější části Slovenska, má nepravidelný tvar a zahrnuje střední část pohoří Vihorlat. Na jihu vede jeho hranice u obce Remetské Hámre, odtud pokračuje severovýchodním a severním směrem údolím potoka Okna, potokem Barlahov a přes kótu Fetkov (978 m) pokračuje na Nežabec (1023,4 m), odtud severním směrem nad kótu Na kameni (568 m). Z této kóty směřuje severní hranice CHKO na západ až nad obec Zemplínske Hámre, odtud vede klikatá hranice přibližně kolem kót Podstava, Dzika (834 m). Odtud pokračuje jižním směrem dolinou Remetského potoka až na okraj obce Remetské Hámre. Nejvýše položeným místem CHKO je vrch Vihorlat (1075,5 m), Nejnižším místem je okraj lesa u obce Jovsa (162 m). Rozloha CHKO Vihorlat je 17 485 ha a nachází se na území okresů Sobrance, Michalovce, Humenné a Snina.

## Vodstvo
V komplexu vulkanického pohoří Vihorlat mají významné postavení jezera. Tvoří jedinečnou ukázku vzniku a postupného zániku jezer. Největší je Morské oko, dříve nazývané Veľké Vihorlatské jezero.
Západně od Morského oka ve výši 727 m leží Malé Morské oko, nazývané také Malé Vihorlatské jezero. Jeho hloubka kolísá od 2,5 do 4 m. Je napájeno pramenem, který byl zčásti zavalen při budování svážnice. Zvláštní je i to, že při stálém přítoku vody jezero nemá povrchový odtok. Severně od Motrogonu se nacházejí další jezera. Nejvýznamnější je z nich jezírko Kotlík, ležící ve výšce 850 m. Plocha jezera je 3,4 ha, hloubka kolísá od 0,5 do 2 m. Hladina vody kolísá v závislosti na klimatických podmínkách. Jezírko Kotlík je hodnoceno z faunistického hlediska bohatým výskytem mloků. Další jezera se nacházejí v severní části CHKO a jsou v různém stupni zániku. Nejvýznamnější z nich je zanikající jezero Postávka s výměrou 1,6 ha, ohraničené andezitovými svahy. Maximální hloubka původního jezera byla 21 m. Nedaleko od Postávky je další zanikající jezero – rašeliniště Hypkania s výměrou 3 ha, které mělo maximální hloubku 10,8 m. Vývojově nejmladší je rašeliniště Durova mláka. Na ploše rašeliniště je celá řada slatinných a rašelinných společenství, které mají z fytocenologického a fytogeografického hlediska velký význam. Kromě uvedených jezer se v pohoří Vihorlatu nacházejí mnohá další, jejichž vnější obrys je již těžko rozeznatelný a proces jejich zániku lze pokládat za ukončený.

## Flora
Podle fytografického členění, uplatňovaného na Slovensku, patří území Vihorlatu do oblasti Západokarpatské květeny, obvodu predkarpatské květeny.
V pohoří převládají společenství bukových lesů. Z jehličnatých dřevin byla ve Vihorlatu rozšířena jen jedle bělokorá, což dokazuje její původní výskyt na adrese Jedlinka a přítomnost pylových zrn v hlubokých vrstvách rašeliny. Ostatní jehličnany, zejména smrk, byly v lesních porostech vysazeny člověkem.
Vliv nedalekých Východních Karpat se projevuje výskytem východokarpatských a balkánsko-východokarpatských druhů rostlin.
Zajímavou vegetaci mají i bezlesé vrcholy pohoří se skalnatým reliéfem, viz Sninský kámen a Vihorlat. Vlivem teplých vzdušných proudů z nížiny a topného andezitového substrátu rostou na jejich jižních svazích ve vysoké nadmořské výšce teplomilné rostlinné společenství. Na chladnější severní straně hory Vihorlat je bukový les vyvinut až do vrcholku a rostou zde horské druhy, jako je dřípatka horská.
Na skalnatých kopečcích jižních svahů pohoří jsou ostrůvkovitě rozšířené „lesostepní“ společenství dřínových dubin s účastí teplomilných druhů.
Sopečnou činností vzniklo ve Vihorlatu množství jezírek, které se zazemňovaním postupně změnily na slatiny a rašeliniště. Rostou zde vzácné druhy rostlin: rosnatka okrouhlolistá, suchopýr pochvatý a jiné.

## Fauna
Málo změněné rostlinné fytocenózy a vliv nedaleké Východoslovenské nížiny a Východních Karpat se projevují i v složení živočišstva Vihorlatu. Přes otevřenou krajinu pronikají z jihu teplomilní stepní živočichové, kteří se zde setkávají s horskými druhy Karpat. Z východokarpatských druhů žijí v pohoří některé druhy měkkýšů, žížal a mnohonožek.
Z chráněných druhů hmyzu žije v lesích Vihorlatu např. tesařík alpský a nosorožík kapucínek. Z obojživelníků se zde vyskytují všechny druhy čolků. Z plazů je hojná užovka stromová. Jedovatá zmije je v pohoří velmi vzácná. Ve větších bystřinách žije pstruh potoční, ale i mihule karpatská.
Z ptáků jsou významnými hnízdiči Vihorlatu obě největší sovy, výr velký a puštík bělavý, dále orel křiklavý a v podhůří slavík velký.
Z drobných savců je pozoruhodný zejména výskyt hraboše bažinného. Velkým přírodním bohatstvím lesů Vihorlatu je přítomnost velkých a vzácných šelem jako je vlk obecný, rys ostrovid, kočka divoká a vydra říční.

## Maloplošná zvláště chráněná území
V chráněné krajinné oblasti se nachází následující maloplošná zvláště chráněná území:
Národní přírodní rezervace
- Jovsianska hrabina

Přírodní rezervace
- Ďurova mláka
- Drieň
- Lysá
- Lysák
- Machnatý vrch
- Vihorlatský prales
- Pralesy Slovenska – Krivec
- Pralesy Slovenska – Fedkov
- Pralesy Slovenska – Diel
- Pralesy Slovenska – Múr

Přírodní památky
- Čierny potok

## Turistika
Pohoří Vihorlat prudce vystupuje z Východoslovenské nížiny a zatímco jeho okrajové části dosahují výšky 250–300 metrů, tak vrcholové části pohoří přesahují výšku tisíc metrů. Vertikální převýšení tak dosahuje až 800 metrů. Tato různorodost terénu dává dobré podmínky na pěší turistiku. Celé území CHKO je protkáno turistickými stezkami s celkovou délkou 88 kilometrů.